# Departamento de Oruro
El departamento de Oruro es uno de los nueve departamentos en que se divide Bolivia. Su capital y ciudad más poblada es la homónima Oruro. Está ubicado al oeste del país, limitando al norte con el departamento de La Paz, al noreste con el departamento de Cochabamba, al sur y al este con el departamento de Potosí y al oeste con Chile. Con una superficie territorial de 53 588 km², Oruro es el tercer departamento menos extenso del país, por delante de Chuquisaca y Tarija. El departamento fue creado durante el gobierno del mariscal de Ayacucho Antonio José de Sucre el 5 de septiembre de 1826 mediante decreto supremo.
El departamento está conformado por 16 provincias las cuales a la vez se dividen en 35 municipios.
Su nombre deriva de la más antigua civilización milenaria de los Andes bolivianosː los Urus.
Según datos oficiales del Instituto Nacional de Estadística de Bolivia, en 2016 la economía de todo el Departamento de Oruro (producto interno bruto) alcanzó los US$ 1663 millones de dólares, con lo cual llega a representar al 4,89 % de la Economía Total de Bolivia (34 053 millones). En cuanto al ingreso por habitante (PIB per cápita), el departamento cerró el año 2016 con US$ 3165 dólares en promedio por cada habitante.

## Historia
El 1.º de noviembre de 1606 el señor Manuel de Castro del Castillo y Padilla fundó la Villa de San Felipe de Austria, actual ciudad de Oruro. La ciudad se estableció junto al cerro Pie de Gallo y fue fundada por Manuel de Castro y Padilla. Su nombre se debe al Rey Felipe II de España. Se estableció la ciudad para que sea un centro minero de plata.
Para la fecha de su fundación, la ciudad ya tenía unos 15 000 habitantes, y entre ellos había peninsulares, criollos, indígenas y negros. De acuerdo a su acta de fundación, se realizó una misa en la Iglesia Matriz y la bendición del estandarte rojo carmesí, además de hacer jurar a Don Castro y Padilla. El acto fue resultado de estudios económicos, sociales y de planimetría del lugar.
En 1739 la ciudad vivió reclamos turbulentos contra algunos malos administradores de la hacienda. Entre 1750 y 1780 los pequeños mineros eran reemplazados por los grandes. Posteriormente, estos se vieron desplazados por los comerciantes que resultaron dueños de las ganancias del sector. El 10 de febrero de 1781, las protestas contra los malos administradores explotaron, y Sebastián Pagador fue el cabecilla de los descontentos, que cometieron algunos excesos. Dicho evento fue conocido como la Rebelión de Oruro. El control de la villa de Oruro por parte de los rebeldes se mantuvo hasta 1783 cuando el virrey del Río de la Plata, Juan José de Vértiz y Salcedo, dispuso secretamente el indulto de la plebe mestiza de Oruro y ordenó la investigación de los hechos para determinar los principales cabecillas de la rebelión. Luego de eso, el orden fue restaurado por las autoridades virreinales.
El 6 de octubre de 1810, los revolucionarios encabezados por Esteban Arze capturaron la provincia de Aroma. Ya al final de la guerra de la independencia, el general Antonio José de Sucre convocó mediante el Decreto del 9 de febrero de 1825 a una asamblea deliberante de las provincias del Alto Perú. En este decreto se evidencia que los cantones de Oruro, Carangas y Paria, lo que es actualmente el departamento de Oruro, eran parte de la provincia de Chuquisaca. Poco más de un año después de la creación de Bolivia mediante la Declaración de Independencia el 6 de agosto de 1825, el mariscal Antonio José de Sucre firmó la Ley de creación del departamento de Oruro el 5 de septiembre de 1826, creando así mediante Decreto Supremo el departamento actual.

## Administración
La administración del departamento radica en el Gobierno Departamental, que reside en el gobernador, elegido por voto popular. La administración de cada municipio reside en el Gobierno Municipal. Cuenta con 16 provincias y 35 municipios.
| Provincia           | N.° | Capital                  | Superficie (km²) | Municipios |
| ------------------- | --- | ------------------------ | ---------------- | ---------- |
| Tomás Barrón        | 1   | Eucaliptus               | 356              | 1          |
| Cercado             | 2   | Oruro                    | 5766             | 4          |
| Dalence             | 3   | Huanuni                  | 1210             | 2          |
| Poopó               | 4   | Poopó                    | 3061             | 3          |
| Abaroa              | 5   | Challapata               | 4015             | 2          |
| Sebastián Pagador   | 6   | Santiago de Huari        | 1972             | 1          |
| Saucarí             | 7   | Toledo                   | 1671             | 1          |
| Nor Carangas        | 8   | Huayllamarca             | 870              | 1          |
| San Pedro de Totora | 9   | Totora                   | 1487             | 1          |
| Carangas            | 10  | Corque                   | 5472             | 2          |
| Sud Carangas        | 11  | Santiago de Andamarca    | 3536             | 2          |
| Ladislao Cabrera    | 12  | Salinas de Garci Mendoza | 8818             | 2          |
| Litoral             | 13  | Huachacalla              | 2894             | 5          |
| Sajama              | 14  | Curahuara de Carangas    | 5790             | 2          |
| Sabaya              | 15  | Sabaya                   | 5885             | 3          |
| Mejillones          | 16  | La Rivera                | 785              | 3          |

## Gobierno
La oficina del jefe ejecutivo de los departamentos de Bolivia (desde mayo de 2010) es el gobernador, hasta entonces, la oficina se llamaba el prefecto, y hasta 2006, el prefecto era nombrado por el entonces Presidente de Bolivia. El actual gobernador de Oruro es Edson Oczachoque, posesionado mediante una sesión extraordinaria por la Asamblea Legislativa Departamental en mayo de 2020. El cuerpo legislativo principal del departamento es la Asamblea Departamental Legislativa, cuerpo también elegido por primera vez el 4 de abril de 2010. Se compone de 33 miembros: 16 elegidos por cada una de las provincias del departamento, 16 electos sobre la base de la representación proporcional, y representante de una minoría indígena elegido por las personas de origen uru-chipaya.

## Geografía

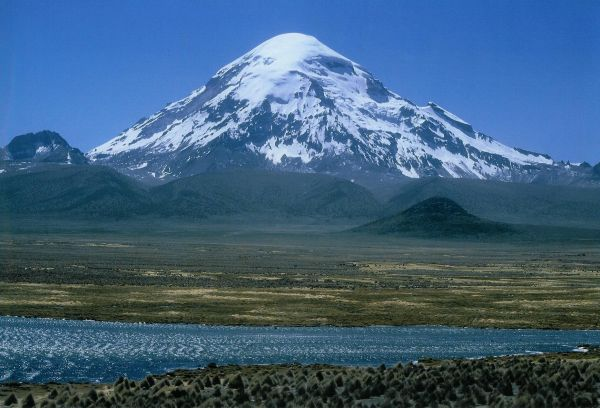
Nevado Sajama, el pico más alto de Bolivia.

El departamento de Oruro se halla en plena meseta altiplánica, a 3706 m s. n. m., ubicado al oeste de Bolivia. Su topografía predominante es plana, aunque buena parte del territorio es montañoso, donde se eleva el nevado Sajama con una elevación de 6542 m s. n. m., convirtiéndolo en el punto más alto de Bolivia. Limita al norte con el departamento de La Paz, al sur con el departamento de Potosí, al este con los departamentos de Cochabamba y Potosí y al oeste con la República de Chile, con una extensión de 53,558 km².
La capital departamental es la ciudad de Oruro (3706 m s. n. m.) situada entre los 17°58′ de latitud sur y los 67°6′ de longitud oeste del meridiano de Greenwich. La ciudad en sí se halla rodeada de una serranía con diez cumbres, siendo la más alta la de San Felipe, en cuya ladera se encuentra el Toro, pedrón invocado en fiestas de Carnavales por los mineros, mientras que al sur se extiende el lago Uru Uru.

### Orografía
El departamento se ve afectado por la presencia de la cordillera occidental o volcánica en su zona oeste, limítrofe con Chile, en la que se destacan: el Sajama (6542 m), la montaña (en este caso un volcán) más alta de Bolivia y los Payachatas (Pomarape 6222 m y Parinacota 6132 m). Al sudoeste es importante la cordillera de Sabaya.

### Cumbres
Carabaya (5869 m) y el Tata Sabaya (5550 m). La zona central de Oruro forma parte de la gran meseta altiplánica. Hacia el noreste penetra al departamento un segmento de la cordillera de Tres Cruces y paralelamente a los lagos Uru Uru y Poopó corre la cordillera de Azanaques, que divide el agua de las cuencas Central y Lacustre, del Amazonas y del Plata. Las alturas principales son: Negro Pabellón (5400 m), cumbre del Toro (5180 m).

### Hidrografía
El departamento de Oruro está dentro de la cuenca central endorreica del Titicaca-Desaguadero, con su principal río el Desaguadero, que vincula el lago Titicaca con el lago Poopó; Tacagua; Sevaruyo y Juchusajahuira. Fuera del lago Poopó existe también el lago Coipasa, que es también considerado un salar en gran parte de su extensión.

### Clima
El clima es frío casi todo el año. Su temperatura media anual es de 9 grados Celsius, llegando en verano hasta los 20 °C a media mañana y parte de la tarde. La diferencia de las temperaturas mínimas entre invierno y primavera-verano supera los 10 °C. Según la clasificación del clima de Köppen, el Departamento de Oruro tiene un clima semiárido frío (BSk) y clima árido frío (BWk).

## Demografía
Según datos del Instituto Nacional de Estadística (INE), el censo realizado el 2024 muestra que la población departamental alcanza los 570.194 habitantes. En el departamento de Oruro se encuentran poblaciones indígenas como los grupos étnicos Urus, Uru Muratos y Uru Chipayas. A continuación veremos la evolución demográfica del departamento de Oruro al pasar los años según el INE.

### Población histórica
Los censos anteriores al año 1882 no son tan exactos ni confiables, siendo solo estimativos ya que no reflejan datos precisos de la población departamental de aquella época. A partir del año 1882, una vez terminada la guerra del Pacífico, recién se puede contar con datos precisos de población de cada departamento de Bolivia.
| Población Histórica del Departamento de Oruro | Población Histórica del Departamento de Oruro | Población Histórica del Departamento de Oruro | Población Histórica del Departamento de Oruro |
| Año                                           | Habitantes                                    | Fuente                                        | Ref.                                          |
| --------------------------------------------- | --------------------------------------------- | --------------------------------------------- | --------------------------------------------- |
| 1831                                          | 84 100                                        | Censo boliviano de 1831                       | [ 12 ]                                        |
| 1835                                          | 111 000                                       | Censo boliviano de 1835                       | [ 12 ]                                        |
| 1845                                          | 95 324                                        | Censo boliviano de 1845                       | [ 12 ]                                        |
| 1854                                          | 91 751                                        | Censo boliviano de 1854                       | [ 12 ]                                        |
| 1882                                          | 111 372                                       | Censo boliviano de 1882                       | [ 12 ]                                        |
| 1900                                          | 86 081                                        | Censo boliviano de 1900                       | [ 12 ] [ 13 ]                                 |
| 1950                                          | 192 356                                       | Censo boliviano de 1950                       | [ 12 ] [ 14 ]                                 |
| 1976                                          | 310 409                                       | Censo boliviano de 1976                       | [ 12 ] [ 14 ]                                 |
| 1992                                          | 340 114                                       | Censo boliviano de 1992                       | [ 12 ] [ 14 ]                                 |
| 2001                                          | 392 451                                       | Censo boliviano de 2001                       | [ 12 ] [ 14 ]                                 |
| 2012                                          | 494 587                                       | Censo boliviano de 2012                       | [ 12 ] [ 14 ]                                 |
| 2024                                          | 570 194                                       | Censo boliviano de 2024                       | [ 11 ]                                        |

| Gráfica histórica de la evolución demográfica del departamento de Oruro (Según los censos de población y proyección de 2021) |
| --- |
| |

### Idioma
Los idiomas que se hablan en el departamento son principalmente español, quechua y aimara. La siguiente tabla muestra el número de aquellos que pertenecen al grupo reconocido de altavoces.
| Idioma                  | Departamento | Bolivia   |
| ----------------------- | ------------ | --------- |
| Quechua                 | 134 289      | 2 281 198 |
| Aimara                  | 127 086      | 1 525 321 |
| Guaraní                 | 383          | 62 575    |
| Otro nativo             | 1943         | 49 432    |
| Español                 | 342 332      | 6 821 626 |
| Extranjero              | 6878         | 250 754   |
| Solo nativo             | 30 745       | 960 491   |
| Nativos y españoles     | 188 963      | 2 739 407 |
| Españoles y extranjeros | 153 439      | 4 115 751 |

### Etnias
El departamento fue poblado originalmente por comunidades aimara y quechua hablantes. Podemos mencionar como uno de los más importantes al pueblo Chipaya, que se ubica en la zona altiplánica. Los pobladores de la región se constituyen en anfitriones de la región de riqueza paisajística de montañas, aguas termales, reservas de vida silvestre, que conservan la especie de camélidos como llamas alpacas y vicuñas.

## Migración

### Emigración de Oruro

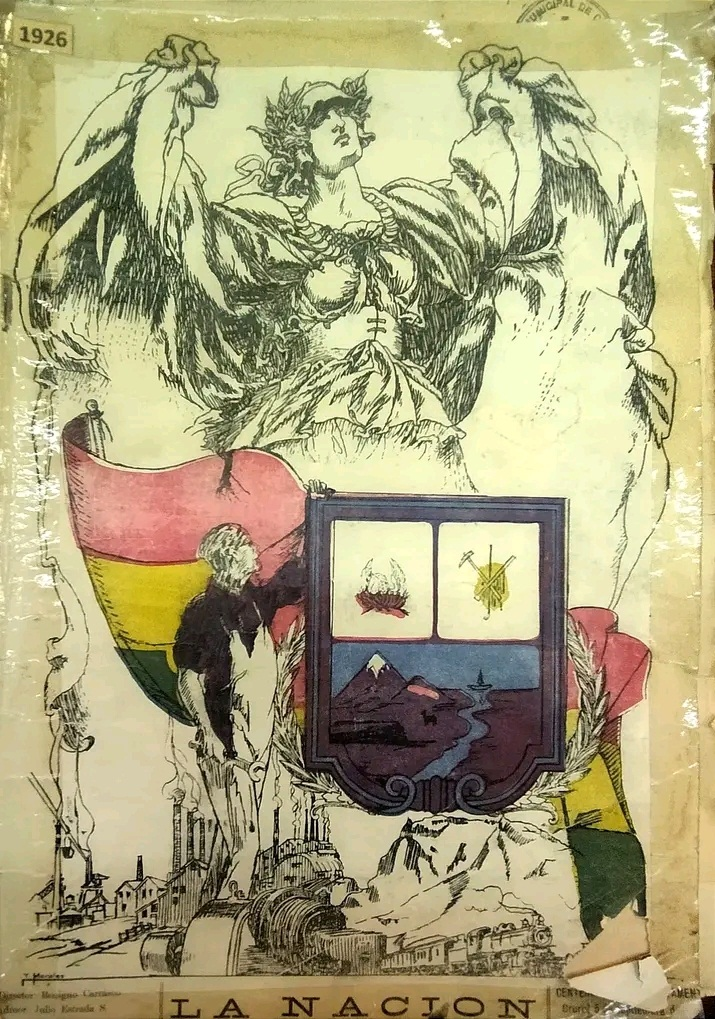
Publicación conmemorativa del diario la nación al departamento de Oruro por su centenario en el año de 1926.

Durante el transcurso de los años, la población orureña ha ido emigrando a diferentes Departamentos de Bolivia así como también a diferentes Países del mundo.

#### Emigración nacional
Alrededor de 148 578 orureños y orureñas se encuentran viviendo en los diferentes Departamentos de Bolivia. Los principales destinos a donde los orureños y las orureñas han emigrado y emigran dentro de Bolivia son los departamentos del eje central como La Paz, Cochabamba, Santa Cruz así como también Potosí. La cantidad de emigrantes que salieron de Oruro representan alrededor del 30,0 % de toda la población del Departamento.
- El primer destino preferido por los orureños y orureñas es el Departamento de Cochabamba, ya que este departamento alberga a un 42,55 % de los orureños que se encuentran viviendo fuera de su departamento. En el censo oficial de 2012 realizado por el INE (Instituto Nacional de Estadística de Bolivia) alrededor de 63 224 personas declararon haber nacido en el Departamento de Oruro.
- El segundo destino preferido por los orureños y orureñas es el Departamento de La Paz, ya que este departamento alberga a un 22,06 % de los orureños que se encuentran viviendo fuera de su departamento. En el censo oficial de 2012 realizado por el INE alrededor de 33 696 personas declararon haber nacido en el Departamento de Oruro.
- El tercer destino preferido por los orureños y orureñas es el Departamento de Santa Cruz, ya que este departamento alberga a un 19,84 % de los orureños que se encuentran viviendo fuera de su departamento. En el censo oficial de 2012 realizado por el INE alrededor de 29 489 personas declararon haber nacido en el Departamento de Oruro.
- El cuarto destino preferido por los orureños y orureñas es el Departamento de Potosí, ya que este departamento alberga a un 7,16 % de los orureños que se encuentran viviendo fuera de su departamento. En el censo oficial de 2012 realizado por el INE alrededor de 10 647 personas declararon haber nacido en el Departamento de Oruro.
- Finalmente, en el resto de los Departamentos de Bolivia, se encuentran viviendo alrededor de 11 520 orureños repartidos en: el Departamento de Tarija, en el Departamento de Chuquisaca, en el Departamento del Beni y en el Departamento de Pando.

| Rango | Departamento | (Censo oficial de 2012) Emigrantes de Oruro en | Porcentaje |
| ----- | ------------ | ---------------------------------------------- | ---------- |
| 1     | Cochabamba   | 63 224                                         | 42,55 %    |
| 2     | La Paz       | 33 696                                         | 22,06 %    |
| 3     | Santa Cruz   | 29 489                                         | 19,84 %    |
| 4     | Potosí       | 10 647                                         | 7,16 %     |
| 5     | Tarija       | 4291                                           | 2,88 %     |
| 6     | Chuquisaca   | 4106                                           | 2,76 %     |
| 7     | Beni         | 2071                                           | 1,39 %     |
| 8     | Pando        | 1052                                           | 0,70 %     |
|       | Total        | 148 576                                        | 100 %      |

#### Emigración internacional
Alrededor de 19 564 orureños y orureñas se encuentran viviendo en los diferentes países del mundo. Los principales destinos a donde los orureños y las orureñas han emigrado y emigran son: Argentina, Chile, España y Brasil, así como también a Estados Unidos, Italia y Cuba. La cantidad de emigrantes que salieron de Oruro al exterior representan alrededor del 3,9 % de toda la población del Departamento.
| Rango | Departamento             | (Censo oficial de 2012) Emigrantes de Oruro en | Porcentaje |
| ----- | ------------------------ | ---------------------------------------------- | ---------- |
| 1     | Argentina                | 8074 orureños                                  | 42.27 %    |
| 2     | Chile                    | 3399 orureños                                  | 17,37 %    |
| 3     | España                   | 2785 orureños                                  | 14,24 %    |
| 4     | Brasil                   | 1879 orureños                                  | 9,60 %     |
| 5     | Estados Unidos           | 382 orureños                                   | 1,94 %     |
| 6     | Italia                   | 213 orureños                                   | 1,08 %     |
| 7     | Cuba                     | 170 orureños                                   | 0,87 %     |
| 8     | Venezuela                | 123 orureños                                   | 0,63 %     |
| 9     | Perú                     | 97 orureños                                    | 0,00 %     |
| 10    | México                   | 55 orureños                                    | 0,00 %     |
| 11    | Francia                  | 51 orureños                                    | 0,00 %     |
| 12    | Suecia                   | 50 orureños                                    | 0,00 %     |
| 13    | Canadá                   | 47 orureños                                    | 0,00 %     |
| 14    | Reino Unido              | 45 orureños                                    | 0,00 %     |
| 15    | Alemania                 | 28 orureños                                    | 0,00 %     |
| 16    | Suiza                    | 20 orureños                                    | 0,00 %     |
| 17    | Australia                | 5 orureños                                     | 0,03 %     |
| 18    | Japón                    | 5 orureños                                     | 0,03 %     |
| 19    | EAU                      | 3 orureños                                     | 0,00 %     |
| 20    | República Centroafricana | 2 orureños                                     | 0,00 %     |
|       | Resto de América         | 134 orureños                                   | 0,00 %     |
|       | Resto de Europa          | 49 orureños                                    | 0,00 %     |
|       | Resto de Asia            | 31 orureños                                    | 0,00 %     |
|       | Resto de África          | 3 orureños                                     | 0,00 %     |
|       | Resto de Oceanía         | 2 orureños                                     | 0,00 %     |
|       | Resto de otros países    | 0 orureños                                     | 0,00 %     |
|       | Países sin especificar   | 1915 orureños                                  | 100 %      |
|       | Total                    | 19 564 orureños                                | 100 %      |

### Inmigración en Oruro
Así como existe la emigración de gente del departamento, a la vez hay población que se encuentra también residiendo en calidad de inmigrante en Oruro, provenientes de diferentes Departamentos de Bolivia así como también de diferentes países del mundo.

#### Inmigración nacional
| Rango | Departamento | (Censo oficial de 2012) Inmigrantes en Oruro de | Porcentaje |
| ----- | ------------ | ----------------------------------------------- | ---------- |
| 1     | Potosí       | 26 810 potosinos                                | 37,20 %    |
| 2     | La Paz       | 25 494 paceños                                  | 35, 37%    |
| 3     | Cochabamba   | 13 525 cochabambinos                            | 18,76 %    |
| 4     | Santa Cruz   | 3104 cruceños                                   | 4,30 %     |
| 5     | Chuquisaca   | 1627 chuquisaqueños                             | 2,25 %     |
| 6     | Tarija       | 1032 tarijeños                                  | 1,43 %     |
| 7     | Beni         | 409 benianos                                    | 0,56 %     |
| 8     | Pando        | 64 pandinos                                     | 0,08 %     |
|       | Total        | 72 065 inmigrantes                              | 100 %      |

## Economía
Oruro es el centro tradicional de la minería en Bolivia (estaño, wolframio, plata y plomo), que, a pesar de muchos cierres de minas en las últimas décadas sigue siendo un importante factor económico.

### Agricultura
Oruro produce papa, quinua, oca, haba, cebada y una variedad de verduras y frutas.

### Ganadería
Es notable la cría de ganado ovino, también la cría de camélidos como llamas y alpacas; en condiciones óptimas: ganado bovino, equino y porcino.

### Minería
Oruro básicamente ha asentado su desarrollo en la industria minera; las minas de mayor producción son Huanuni y Colquiri. El departamento es rico en yacimientos de cobre, wolframio, antimonio, zinc, azufre, bórax, litio, etc.
En 2019 fue inaugurada en el municipio de Caracollo la fábrica de cemento más moderna de Sudamérica, administrada por la empresa pública Ecebol con una capacidad de producción de tres mil toneladas al día.

### Fundiciones
A 6 km se levantan las instalaciones de los hornos de fundición de estaño y antimonio que en la actualidad funden 16500 toneladas de estaño y 4500 toneladas de antimonio.

### Industria
La mayor industria del departamento de Oruro es la extractiva minera, también la fabricación de calzados, jabones, pastas alimenticias (fideos y galletas), molineras, ladrillos y cerámica fina para construcciones.
| Tamaño de la Economía del Departamento de Oruro (PIB) Riqueza promedio por cada habitante (PIB per Cápita) | Tamaño de la Economía del Departamento de Oruro (PIB) Riqueza promedio por cada habitante (PIB per Cápita) | Tamaño de la Economía del Departamento de Oruro (PIB) Riqueza promedio por cada habitante (PIB per Cápita) | Tamaño de la Economía del Departamento de Oruro (PIB) Riqueza promedio por cada habitante (PIB per Cápita) |
| Año | PIB (en dólares)                                                                                           | PIB per Cápita (en dólares)                                                                                | Crecimiento del PIB departamental                                                                          |
| --- | --- | --- | --- |
| 1988 | US$ 264 millones                                                                                           | US$ 736 dólares                                                                                            | Sin cambios                                                                                                |
| 1989 | US$ 285 millones                                                                                           | US$ 784 dólares                                                                                            | + 7.79 %                                                                                                   |
| 1990 | US$ 267 millones                                                                                           | US$ 727 dólares                                                                                            | + 5.28 %                                                                                                   |
| 1991 | US$ 274 millones                                                                                           | US$ 737 dólares                                                                                            | + 7.16 %                                                                                                   |
| 1992 | US$ 291 millones                                                                                           | US$ 776 dólares                                                                                            | + 1.19 %                                                                                                   |
| 1993 | US$ 289 millones                                                                                           | US$ 761 dólares                                                                                            | + 6.64 %                                                                                                   |
| 1994 | US$ 333 millones                                                                                           | US$ 866 dólares                                                                                            | + 9.04 %                                                                                                   |
| 1995 | US$ 388 millones                                                                                           | US$ 998 dólares                                                                                            | + 7.00 %                                                                                                   |
| 1996 | US$ 424 millones                                                                                           | US$ 1 077 dólares                                                                                          | + 2.45 %                                                                                                   |
| 1997 | US$ 471 millones                                                                                           | US$ 1 180 dólares                                                                                          | + 12.49 %                                                                                                  |
| 1998 | US$ 518 millones                                                                                           | US$ 1 285 dólares                                                                                          | + 8.29 %                                                                                                   |
| 1999 | US$ 489 millones                                                                                           | US$ 1 196 dólares                                                                                          | - 1.85 %                                                                                                   |
| 2000 | US$ 476 millones                                                                                           | US$ 1 153 dólares                                                                                          | - 0.74 %                                                                                                   |
| 2001 | US$ 457 millones                                                                                           | US$ 1 086 dólares                                                                                          | + 1.58 %                                                                                                   |
| 2002 | US$ 429 millones                                                                                           | US$ 1 003 dólares                                                                                          | - 2.19 %                                                                                                   |
| 2003 | US$ 419 millones                                                                                           | US$ 962 dólares                                                                                            | - 4.78 %                                                                                                   |
| 2004 | US$ 443 millones                                                                                           | US$ 1 000 dólares                                                                                          | - 4.88 %                                                                                                   |
| 2005 | US$ 471 millones                                                                                           | US$ 1 047 dólares                                                                                          | + 4.25 %                                                                                                   |
| 2006 | US$ 558 millones                                                                                           | US$ 1 221 dólares                                                                                          | + 5.18 %                                                                                                   |
| 2007 | US$ 657 millones                                                                                           | US$ 1 413 dólares                                                                                          | + 3.29 %                                                                                                   |
| 2008 | US$ 923 millones                                                                                           | US$ 1 955 dólares                                                                                          | + 18.53 %                                                                                                  |
| 2009 | US$ 980 millones                                                                                           | US$ 2 043 dólares                                                                                          | + 5.74 %                                                                                                   |
| 2010 | US$ 1 165 millones                                                                                         | US$ 2 392 dólares                                                                                          | + 2.60 %                                                                                                   |
| 2011 | US$ 1 441 millones                                                                                         | US$ 2 915 dólares                                                                                          | + 3.87 %                                                                                                   |
| 2012 | US$ 1 383 millones                                                                                         | US$ 2 757 dólares                                                                                          | - 1.88 %                                                                                                   |
| 2013 | US$ 1 510 millones                                                                                         | US$ 2 976 dólares                                                                                          | + 4.44 %                                                                                                   |
| 2014 | US$ 1 584 millones                                                                                         | US$ 3 086 dólares                                                                                          | + 2.57 %                                                                                                   |
| 2015 | US$ 1 568 millones                                                                                         | US$ 3 019 dólares                                                                                          | + 0.01 %                                                                                                   |
| 2016 | US$ 1 670 millones                                                                                         | US$ 3 178 dólares                                                                                          | + 1.33 %                                                                                                   |
| 2017 | US$ 1 999 millones                                                                                         | US$ 3 760 dólares                                                                                          | + 6.52 %                                                                                                   |
| 2018 | US$ 2 071 millones                                                                                         | US$ 3 849 dólares                                                                                          | + 1.53 %                                                                                                   |
| 2019 | US$ 2 066 millones                                                                                         | US$ 3 794 dólares                                                                                          | + 1.53 %                                                                                                   |
| 2020 | | | |
| Nota: En Rojo, los años de decrecimiento del PIB, de 0% para abajo. En Verde, los años de crecimiento regular del PIB entre 0% y 4,50%. En Azul, los años de crecimiento bueno del PIB de 4,50% para arriba. Fuente: Instituto Nacional de Estadística de Bolivia INE (2019) | | | |

### Economía Orureña a nivel Nacional
| Departamentos de Bolivia según el tamaño de su Economía PIB (producto interno bruto) en 2020 | Departamentos de Bolivia según el tamaño de su Economía PIB (producto interno bruto) en 2020 | Departamentos de Bolivia según el tamaño de su Economía PIB (producto interno bruto) en 2020 | Departamentos de Bolivia según el tamaño de su Economía PIB (producto interno bruto) en 2020 |
| Puesto                                                                                       | Departamento                                                                                 | Producto interno bruto                                                                       | País Comparable en PIB en 2020                                                               |
| -------------------------------------------------------------------------------------------- | -------------------------------------------------------------------------------------------- | -------------------------------------------------------------------------------------------- | -------------------------------------------------------------------------------------------- |
| 1.º                                                                                          | Santa Cruz                                                                                   | US$ 11 811 millones                                                                          | Guinea                                                                                       |
| 2.º                                                                                          | La Paz                                                                                       | US$ 11 319 millones                                                                          | Moldavia                                                                                     |
| 3.º                                                                                          | Cochabamba                                                                                   | US$ 6037 millones                                                                            | Eritrea                                                                                      |
| 4.º                                                                                          | Tarija                                                                                       | US$ 3204 millones                                                                            | Surinam                                                                                      |
| 5.º                                                                                          | Potosí                                                                                       | US$ 2627 millones                                                                            | Bután                                                                                        |
| 6.º                                                                                          | Oruro                                                                                        | US$ 2071 millones                                                                            | República Centroafricana                                                                     |
| 7.º                                                                                          | Chuquisaca                                                                                   | US$ 2030 millones                                                                            | Cabo Verde                                                                                   |
| 8.º                                                                                          | Beni                                                                                         | US$ 1104 millones                                                                            | Granada                                                                                      |
| 9.º                                                                                          | Pando                                                                                        | US$ 373 millones                                                                             | Micronesia                                                                                   |
| Total                                                                                        | Bolivia                                                                                      | US$ 40 581 millones                                                                          | Túnez                                                                                        |
| Fuente: Instituto Nacional de Estadística de Bolivia INE (2019)                              |                                                                                              |                                                                                              |                                                                                              |

### PIB per Cápita
| Departamentos de Bolivia según su riqueza promedio por cada habitante en 2020 (producto interno bruto per Cápita) | Departamentos de Bolivia según su riqueza promedio por cada habitante en 2020 (producto interno bruto per Cápita) | Departamentos de Bolivia según su riqueza promedio por cada habitante en 2020 (producto interno bruto per Cápita) | Departamentos de Bolivia según su riqueza promedio por cada habitante en 2020 (producto interno bruto per Cápita) | Departamentos de Bolivia según su riqueza promedio por cada habitante en 2019 (producto interno bruto per Cápita) | Departamentos de Bolivia según su riqueza promedio por cada habitante en 2019 (producto interno bruto per Cápita) | Departamentos de Bolivia según su riqueza promedio por cada habitante en 2019 (producto interno bruto per Cápita) | Departamentos de Bolivia según su riqueza promedio por cada habitante en 2019 (producto interno bruto per Cápita) |
| Puesto en 2020 | Departamento | PIB per Cápita (Año 2020)                                                                                         | País Comparable en PIB per Cápita en 2020                                                                         | Puesto en 2019 | Departamento | PIB per Cápita (Año 2019)                                                                                         | País Comparable en PIB per Cápita en 2019                                                                         |
| --- | --- | --- | --- | --- | --- | --- | --- |
| 1.º | Tarija | US$ 4261 dólares                                                                                                  | Irak | 1.º | Tarija | US$ 5330 dólares                                                                                                  | Paraguay |
| 2.º | La Paz | US$ 3521 dólares                                                                                                  | Egipto | 2.º | La Paz | US$ 3988 dólares                                                                                                  | Argelia |
| 3.º | Santa Cruz | US$ 3376 dólares                                                                                                  | Filipinas | 3.º | Oruro | US$ 3794 dólares                                                                                                  | Ucrania |
| Promedio | Bolivia | US$ 3155 dólares                                                                                                  | Bolivia | 4.º | Santa Cruz | US$ 3695 dólares                                                                                                  | Cabo Verde |
| 4.º | Oruro | US$ 3029 dólares                                                                                                  | Vietnam | Promedio | Bolivia | US$ 3578 dólares                                                                                                  | Bolivia |
| 5.º | Chuquisaca | US$ 2935 dólares                                                                                                  | Vanuatu | 5.º | Chuquisaca | US$ 3277 dólares                                                                                                  | Marruecos |
| 6.º | Cochabamba | US$ 2756 dólares                                                                                                  | Papúa Nueva Guinea                                                                                                | 6.º | Cochabamba | US$ 3110 dólares                                                                                                  | Vanuatu |
| 7.º | Potosí | US$ 2333 dólares                                                                                                  | Honduras | 7.º | Potosí | US$ 2803 dólares                                                                                                  | Papúa Nueva Guinea                                                                                                |
| 8.º | Beni | US$ 2310 dólares                                                                                                  | Ghana | 8.º | Pando | US$ 2449 dólares                                                                                                  | Honduras |
| 9.º | Pando | US$ 2134 dólares                                                                                                  | Nigeria | 9.º | Beni | US$ 2403 dólares                                                                                                  | Islas Salomón |
| Fuente: Instituto Nacional de Estadística de Bolivia INE (2019)                                                   | Fuente: Instituto Nacional de Estadística de Bolivia INE (2019)                                                   | Fuente: Instituto Nacional de Estadística de Bolivia INE (2019)                                                   | Fuente: Instituto Nacional de Estadística de Bolivia INE (2019)                                                   | Fuente: Instituto Nacional de Estadística de Bolivia INE (2019)                                                   | Fuente: Instituto Nacional de Estadística de Bolivia INE (2019)                                                   | Fuente: Instituto Nacional de Estadística de Bolivia INE (2019)                                                   | Fuente: Instituto Nacional de Estadística de Bolivia INE (2019)                                                   |

| Departamentos de Bolivia según su riqueza promedio por cada habitante en 2018 (producto interno bruto per Cápita) | Departamentos de Bolivia según su riqueza promedio por cada habitante en 2018 (producto interno bruto per Cápita) | Departamentos de Bolivia según su riqueza promedio por cada habitante en 2018 (producto interno bruto per Cápita) | Departamentos de Bolivia según su riqueza promedio por cada habitante en 2018 (producto interno bruto per Cápita) | Departamentos de Bolivia según su riqueza promedio por cada habitante en 2017 (producto interno bruto per Cápita) | Departamentos de Bolivia según su riqueza promedio por cada habitante en 2017 (producto interno bruto per Cápita) | Departamentos de Bolivia según su riqueza promedio por cada habitante en 2017 (producto interno bruto per Cápita) | Departamentos de Bolivia según su riqueza promedio por cada habitante en 2017 (producto interno bruto per Cápita) |
| Puesto en 2017 | Departamento | PIB per Cápita (Año 2018)                                                                                         | País Comparable en PIB per Cápita en 2018                                                                         | Puesto en 2017 | Departamento | PIB per Cápita (Año 2017)                                                                                         | País Comparable en PIB per Cápita en 2017                                                                         |
| --- | --- | --- | --- | --- | --- | --- | --- |
| 1.º | Tarija | US$ 5689 dólares                                                                                                  | Irak | 1.º | Tarija | US$ 5477 dólares                                                                                                  | Irak |
| 2.º | La Paz | US$ 3926 dólares                                                                                                  | El Salvador | 2.º | Oruro | US$ 3760 dólares                                                                                                  | Indonesia |
| 3.º | Oruro | US$ 3849 dólares                                                                                                  | Indonesia | 3.º | La Paz | US$ 3705 dólares                                                                                                  | Armenia |
| 4.º | Santa Cruz | US$ 3663 dólares                                                                                                  | Cabo Verde | 4.º | Santa Cruz | US$ 3442 dólares                                                                                                  | Túnez |
| Promedio | Bolivia | US$ 3589 dólares                                                                                                  | Bolivia | Promedio | Bolivia | US$ 3390 dólares                                                                                                  | Bolivia |
| 5.º | Chuquisaca | US$ 3243 dólares                                                                                                  | Marruecos | 5.º | Chuquisaca | US$ 3017 dólares                                                                                                  | Vietnam |
| 6.º | Cochabamba | US$ 3062 dólares                                                                                                  | Filipinas | 6.º | Cochabamba | US$ 2879 dólares                                                                                                  | Papúa Nueva Guinea                                                                                                |
| 7.º | Potosí | US$ 2961 dólares                                                                                                  | Ucrania | 7.º | Potosí | US$ 2821 dólares                                                                                                  | Ucrania |
| 8.º | Pando | US$ 2593 dólares                                                                                                  | Egipto | 8.º | Pando | US$ 2442 dólares                                                                                                  | Egipto |
| 9.º | Beni | US$ 2359 dólares                                                                                                  | Honduras | 9.º | Beni | US$ 2173 dólares                                                                                                  | Honduras |
| Fuente: Instituto Nacional de Estadística de Bolivia INE (2019)                                                   | Fuente: Instituto Nacional de Estadística de Bolivia INE (2019)                                                   | Fuente: Instituto Nacional de Estadística de Bolivia INE (2019)                                                   | Fuente: Instituto Nacional de Estadística de Bolivia INE (2019)                                                   | Fuente: Instituto Nacional de Estadística de Bolivia INE (2019)                                                   | Fuente: Instituto Nacional de Estadística de Bolivia INE (2019)                                                   | Fuente: Instituto Nacional de Estadística de Bolivia INE (2019)                                                   | Fuente: Instituto Nacional de Estadística de Bolivia INE (2019)                                                   |

| Departamentos de Bolivia según su riqueza promedio por cada habitante en 2016 (producto interno bruto per cápita) | Departamentos de Bolivia según su riqueza promedio por cada habitante en 2016 (producto interno bruto per cápita) | Departamentos de Bolivia según su riqueza promedio por cada habitante en 2016 (producto interno bruto per cápita) | Departamentos de Bolivia según su riqueza promedio por cada habitante en 2016 (producto interno bruto per cápita) | Departamentos de Bolivia según su riqueza promedio por cada habitante en 2015 (Producto interno bruto per Cápita) | Departamentos de Bolivia según su riqueza promedio por cada habitante en 2015 (Producto interno bruto per Cápita) | Departamentos de Bolivia según su riqueza promedio por cada habitante en 2015 (Producto interno bruto per Cápita) | Departamentos de Bolivia según su riqueza promedio por cada habitante en 2015 (Producto interno bruto per Cápita) |
| Puesto en 2016 | Departamento | PIB per Cápita (Año 2016)                                                                                         | País Comparable en PIB per Cápita en 2016                                                                         | Puesto en 2015 | Departamento | PIB per Cápita (Año 2015)                                                                                         | País Comparable en PIB per Cápita en 2015                                                                         |
| --- | --- | --- | --- | --- | --- | --- | --- |
| 1.º | Tarija | US$ 5051 dólares                                                                                                  | Irak | 1.º | Tarija | US$ 6714 dólares                                                                                                  | Irak |
| 2.º | La Paz | US$ 3349 dólares                                                                                                  | El Salvador | 2.º | La Paz | US$ 3160 dólares                                                                                                  | El Salvador |
| 3.º | Oruro | US$ 3178 dólares                                                                                                  | Indonesia | 3.º | Oruro | US$ 3019 dólares                                                                                                  | Indonesia |
| 4.º | Santa Cruz | US$ 3214 dólares                                                                                                  | Cabo Verde | 4.º | Santa Cruz | US$ 3154 dólares                                                                                                  | Cabo Verde |
| Promedio | Bolivia | US$ 3112 dólares                                                                                                  | Bolivia | Promedio | Bolivia | US$ 3071 dólares                                                                                                  | Bolivia |
| 5.º | Chuquisaca | US$ 2783 dólares                                                                                                  | Marruecos | 5.º | Chuquisaca | US$ 2801 dólares                                                                                                  | Marruecos |
| 6.º | Cochabamba | US$ 2760 dólares                                                                                                  | Filipinas | 6.º | Cochabamba | US$ 2645 dólares                                                                                                  | Filipinas |
| 7.º | Potosí | US$ 2410 dólares                                                                                                  | Ucrania | 7.º | Potosí | US$ 2116 dólares                                                                                                  | Ucrania |
| 8.º | Pando | US$ 2317 dólares                                                                                                  | Egipto | 8.º | Pando | US$ 2266 dólares                                                                                                  | Egipto |
| 9.º | Beni | US$ 2069 dólares                                                                                                  | Honduras | 9.º | Beni | US$ 1914 dólares                                                                                                  | Honduras |
| Fuente: Instituto Nacional de Estadística de Bolivia INE (2019)                                                   | Fuente: Instituto Nacional de Estadística de Bolivia INE (2019)                                                   | Fuente: Instituto Nacional de Estadística de Bolivia INE (2019)                                                   | Fuente: Instituto Nacional de Estadística de Bolivia INE (2019)                                                   | Fuente: Instituto Nacional de Estadística de Bolivia INE (2019)                                                   | Fuente: Instituto Nacional de Estadística de Bolivia INE (2019)                                                   | Fuente: Instituto Nacional de Estadística de Bolivia INE (2019)                                                   | Fuente: Instituto Nacional de Estadística de Bolivia INE (2019)                                                   |

## Transporte

### Historia del transporte orureño
Durante casi la mayor parte del siglo XIX, todos los caminos de Oruro eran de tierra (al igual que el resto del país). El transporte personal terrestre durante esa época se lo realizaba a caballo, y el transporte de carga mediante mulas o diligencias (los cuales eran carruajes jalados por caballos). Por ejemplo, el tiempo de duración de un viaje desde La Paz a Oruro era de 3 días mínimo en ese entonces.

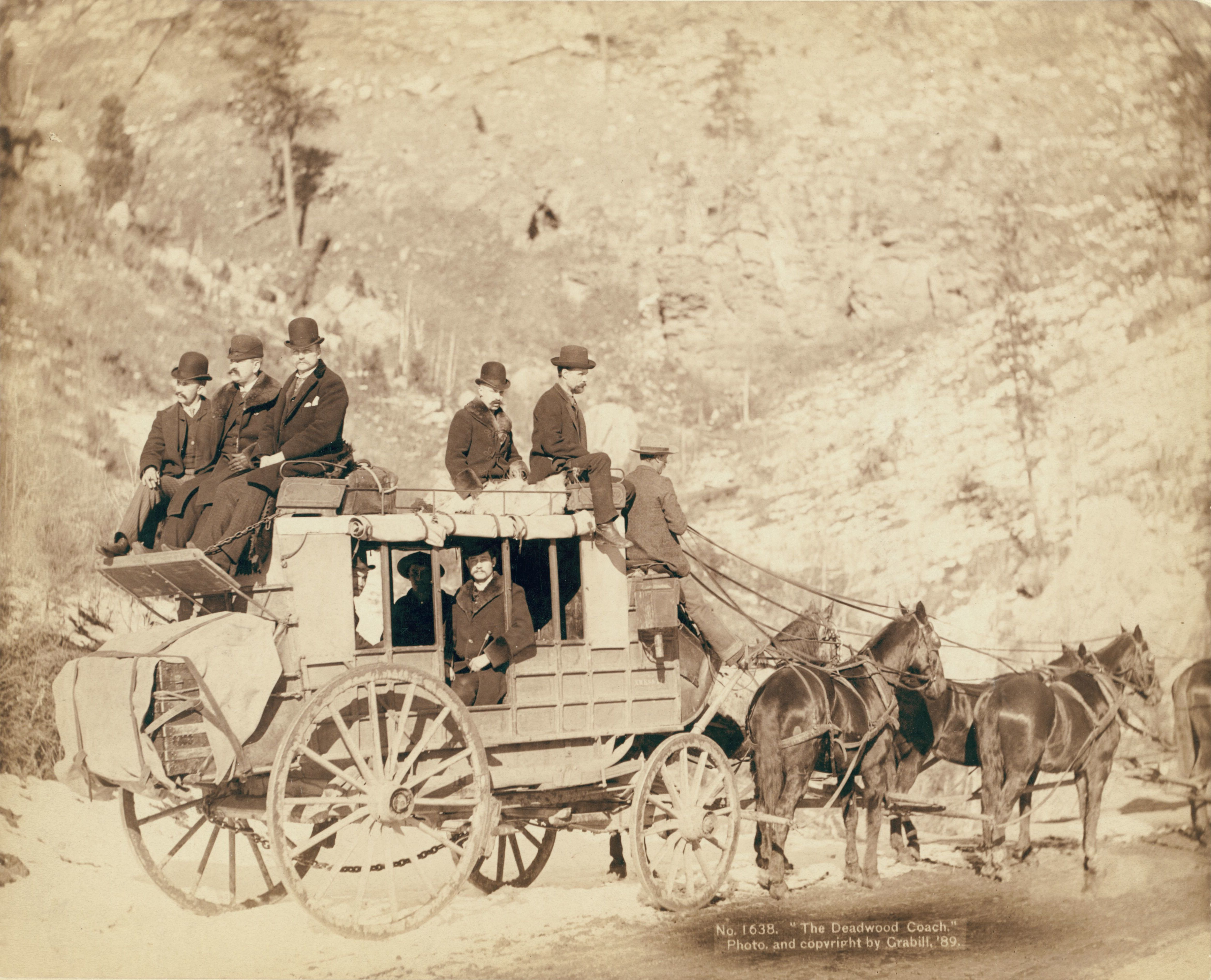
El transporte durante casi todo el se realizaba mediante diligencias o a caballo.

### Transporte ferroviario
Desde su implementación en Inglaterra el año 1825, el ferrocarril trajo consigo progreso y modernidad a muchas ciudades no solo de Europa, sino también a ciudades de Norteamérica, Asia, Centroamérica y Sudamérica.
A pesar de que en Bolivia, la implementación del ferrocarril fue algo tardía, el país tampoco estuvo al margen de este novedoso invento del siglo XIX.
El ferrocarril llegó por primera vez a la ciudad de Oruro el 15 de mayo del año 1892 proveniente de la ciudad de Uyuni (que ya poseía ferrocarril desde 1889).

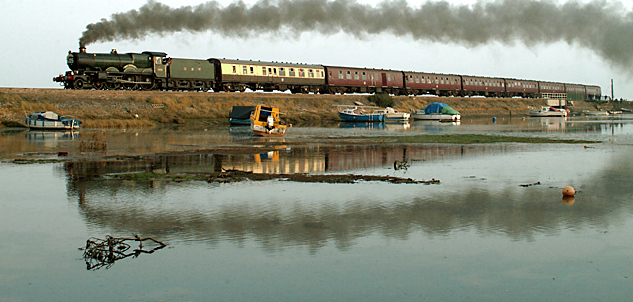
El ferrocarril llegó por primera vez a la ciudad de Oruro un 15 de mayo del año 1892, trayendo consigo progreso y modernidad durante varias décadas al Departamento de Oruro. La ciudad de Oruro fue la primera ciudad capital de Bolivia en contar con un ferrocarril.

Los trabajos de construcción y tendido de los 374 kilómetros de rieles (desde Uyuni hasta Oruro), comenzaron ese mismo año de 1889. El costo para que el ferrocarril llegara al Departamento de Oruro fue 1 221 000 libras esterlinas. Por cada kilómetro de riel, se gastó alrededor de 3880 libras esterlinas.
Finalmente, el ferrocarril fue inaugurado el 15 de mayo de 1892 por el Presidente de Bolivia de ese entonces Aniceto Arce Ruiz.
Cabe destacar, que Oruro tuvo el privilegio de ser la segunda ciudad de Bolivia en contar con un ferrocarril (después de Uyuni) y la primera ciudad capital de Bolivia en poseer aquel medio de transporte ya que el ferrocarril llegaría recién a la ciudad de La Paz (sede de gobierno) el año 1905, a la ciudad de Potosí el año 1912, a la ciudad de Cochabamba el año 1917, a la ciudad de Sucre el año 1935 y finalmente a la última ciudad en llegar sería a Santa Cruz de la Sierra recién el año 1955, ya en la segunda mitad del siglo XX.
El ferrocarril, durante su gran auge en Bolivia por alrededor de más de 80 años (1890-1970), contribuyó en gran medida al progreso, al crecimiento económico y a la modernidad no solo del Departamento de Oruro sino también de los otros 5 Departamentos que poseían sus respectivos ferrocarriles, fomentando el desarrollo del comercio y de las exportaciones departamentales, así como también generando la inmigración tanto interna como externa. Claro ejemplo de esto, la población de la ciudad de Oruro aumentó en gran medida y se multiplicó por casi 6 veces, de tener solamente 11 500 habitantes en 1890 pasando ya a tener 62 000 habitantes para el año 1950.
En la actualidad, el ferrocarril aún sigue prestando servicios a la población.

### Transporte terrestre
Aunque no existe una fecha exacta, se puede presumir que la llegada del primer automóvil al Departamento de Oruro hubiera ocurrido aproximadamente el año 1905. Con la llegada del automóvil, se inauguró de esa manera la gran época de los automóviles en el Departamento y el país.
| Parque Automotor del Departamento de Oruro | Parque Automotor del Departamento de Oruro | Parque Automotor del Departamento de Oruro | Parque Automotor del Departamento de Oruro | Parque Automotor del Departamento de Oruro | Parque Automotor del Departamento de Oruro |
| Año                                        | Vehículos para uso Particular              | Vehículo para uso Público                  | Vehículo para uso Oficial                  | TOTAL VEHÍCULOS EN EL DEPARTAMENTO         |                                            |
| ------------------------------------------ | ------------------------------------------ | ------------------------------------------ | ------------------------------------------ | ------------------------------------------ | ------------------------------------------ |
| 2003                                       | 18 806 automóviles                         | 3827 automóviles                           | 294 automóviles                            | 22 927 automóviles                         |                                            |
| 2004                                       | 22 838 automóviles                         | 3876 automóviles                           | 305 automóviles                            | 27 019 automóviles                         |                                            |
| 2005                                       | 25 312 automóviles                         | 4087 automóviles                           | 314 automóviles                            | 29 713 automóviles                         |                                            |
| 2006                                       | 29 670 automóviles                         | 4197 automóviles                           | 335 automóviles                            | 34 202 automóviles                         |                                            |
| 2007                                       | 35 381 automóviles                         | 4435 automóviles                           | 457 automóviles                            | 40 273 automóviles                         |                                            |
| 2008                                       | 46 003 automóviles                         | 3794 automóviles                           | 772 automóviles                            | 50 569 automóviles                         |                                            |
| 2009                                       | 52 292 automóviles                         | 822 automóviles                            | 815 automóviles                            | 53 929 automóviles                         |                                            |
| 2010                                       | 54 210 automóviles                         | 1300 automóviles                           | 831 automóviles                            | 56 341 automóviles                         |                                            |
| 2011                                       | 62 142 automóviles                         | 1927 automóviles                           | 874 automóviles                            | 64 943 automóviles                         |                                            |
| 2012                                       | 67 865 automóviles                         | 2276 automóviles                           | 993 automóviles                            | 71 134 automóviles                         |                                            |
| 2013                                       | 72 789 automóviles                         | 2434 automóviles                           | 1149 automóviles                           | 76 372 automóviles                         |                                            |
| 2014                                       | 77 979 automóviles                         | 3096 automóviles                           | 1332 automóviles                           | 82 407 automóviles                         |                                            |
| 2015                                       | 82 022 automóviles                         | 3196 automóviles                           | 1408 automóviles                           | 86 626 automóviles                         |                                            |
| 2016                                       | 87 701 automóviles                         | 4532 automóviles                           | 1533 automóviles                           | 93 766 automóviles                         |                                            |
| 2017                                       | 89 960 automóviles                         | 3268 automóviles                           | 1571 automóviles                           | 94 799 automóviles                         |                                            |
| 2018                                       | 94 158 automóviles                         | 3639 automóviles                           | 1595 automóviles                           | 99 392 automóviles                         |                                            |

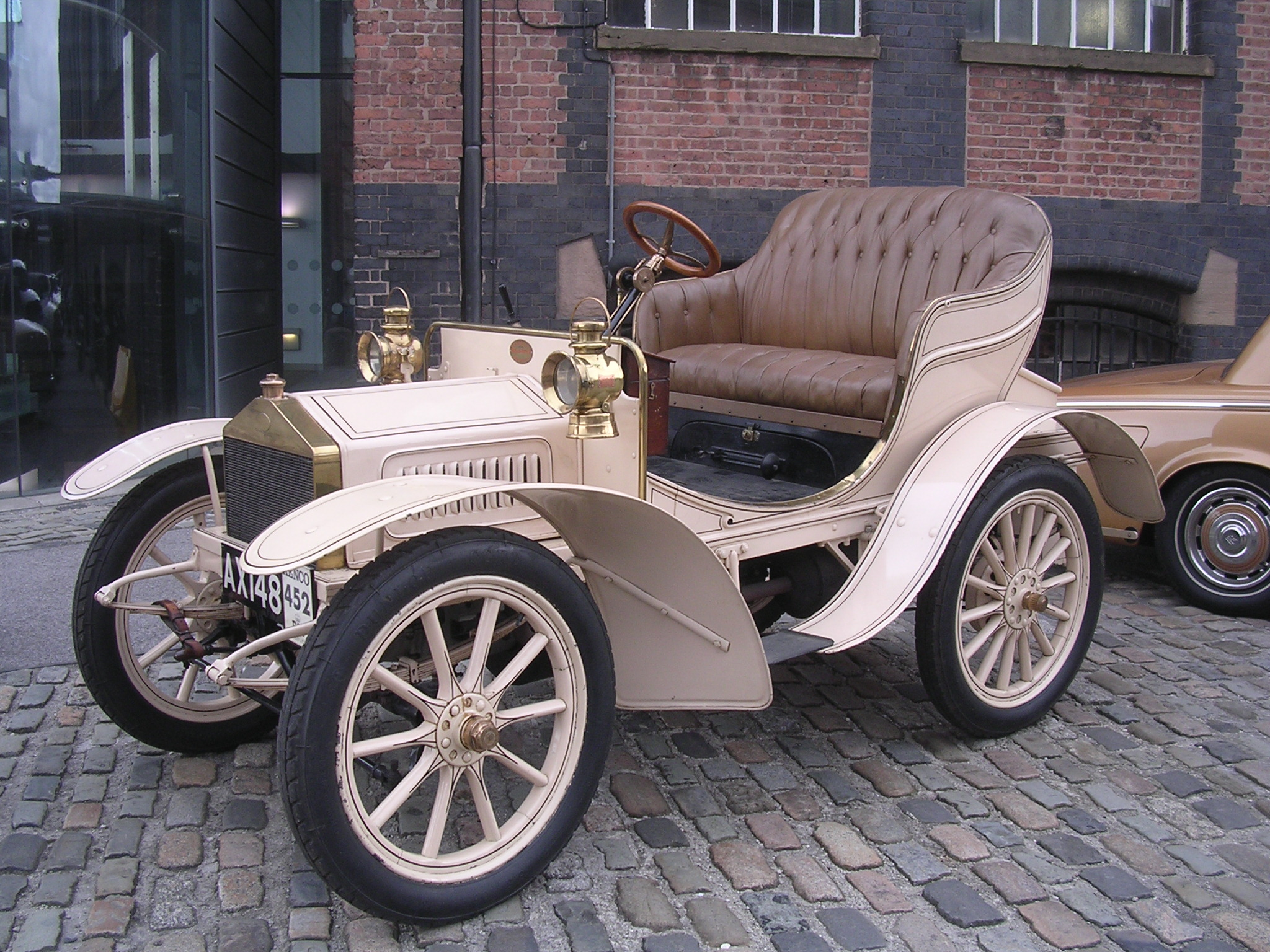
El automóvil llegó por primera vez a Oruro aproximadamente el año 1905
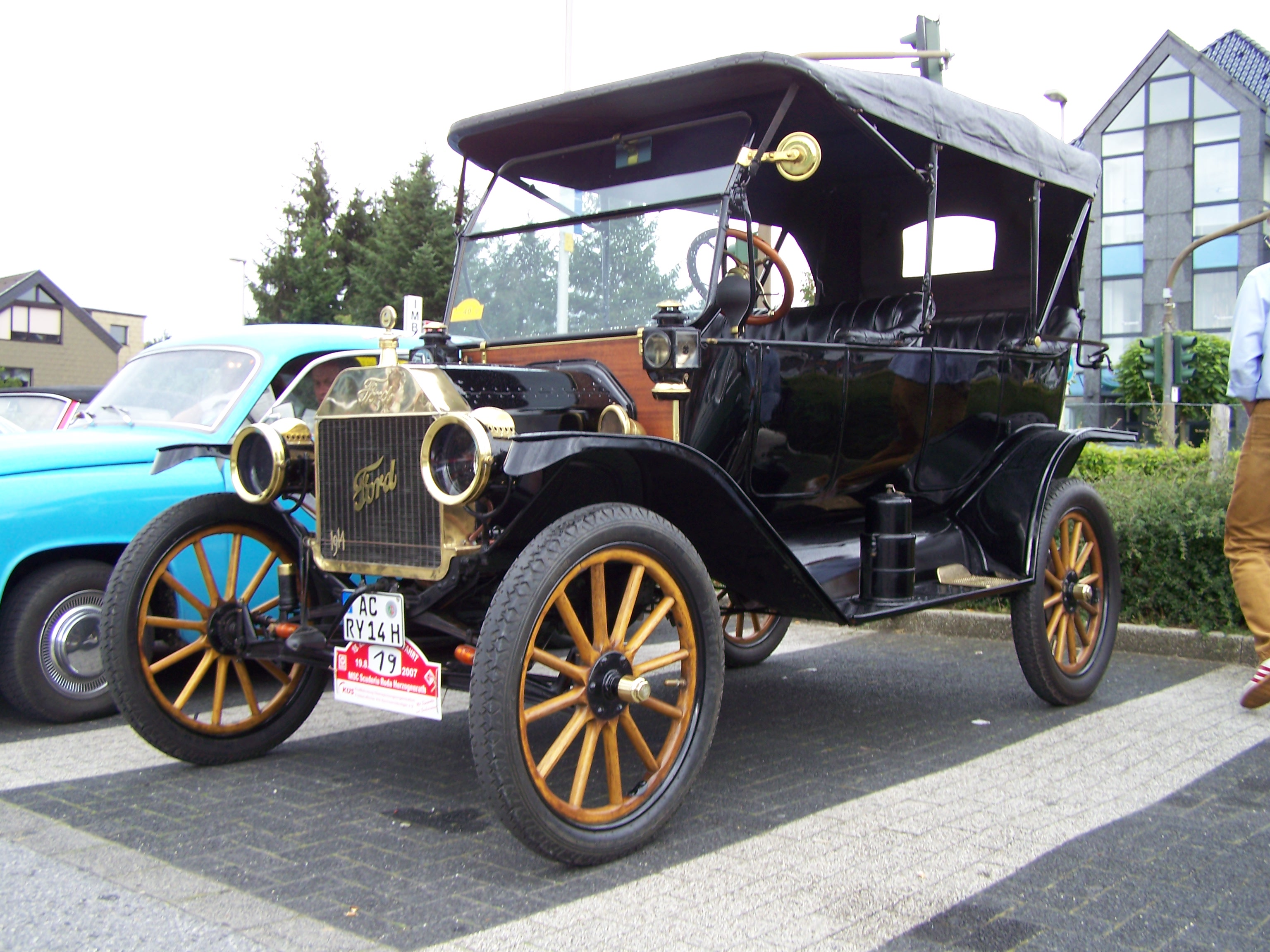
Automóvil de la década de los años 10 y 20

#### Rutas y carreteras
En la actualidad, existen en el Departamento 9 importantes Rutas Nacionales pertenecientes a la Red Vial Fundamental que atraviesan la jurisdicción de todo el Departamento de Oruro. Estas principales rutas que recorren por todo el Departamento son las siguientes: la Ruta 1, la Ruta 4, la Ruta 6, la Ruta 12, la Ruta 27, la Ruta 30, la Ruta 31, la Ruta 32 y la Ruta 44.
| Principales Carreteras ubicadas dentro del Departamento de Oruro | Principales Carreteras ubicadas dentro del Departamento de Oruro | Principales Carreteras ubicadas dentro del Departamento de Oruro | Principales Carreteras ubicadas dentro del Departamento de Oruro | Principales Carreteras ubicadas dentro del Departamento de Oruro | Principales Carreteras ubicadas dentro del Departamento de Oruro                                                          |
| Rutas Nacionales                                                 | Comienza en el Departamento de                                   | Finaliza en el Departamento de                                   | Longitud en kilómetros                                           | Estado de la Carretera                                           | Municipios Orureños que atraviesa                                                                                         |
| ---------------------------------------------------------------- | ---------------------------------------------------------------- | ---------------------------------------------------------------- | ---------------------------------------------------------------- | ---------------------------------------------------------------- | --- |
| Ruta 1                                                           | La Paz                                                           | Tarija                                                           | 1215 km                                                          | Asfaltada                                                        | Caracollo-Paria-Oruro-Machacamarca-Pooopó-Pazña-Challapata-Santiago de Huari.                                             |
| Ruta 4                                                           | Oruro                                                            | Santa Cruz                                                       | 1657 km                                                          | Asfaltada                                                        | Turco-Curahuara de Carangas-Caracollo-Paria.                                                                              |
| Ruta 6                                                           | Santa Cruz                                                       | Oruro                                                            | 976 km                                                           | Asfaltada                                                        | Huanuni-Machacamarca. |
| Ruta 12                                                          | Oruro                                                            | Oruro                                                            | 279 km                                                           | Asfaltada                                                        | Sabaya-Yunguyo de Litoral-Esmeralda-Huachacalla-Cruz de Machacamarca-Escara-Corque-Toledo-El Choro-Oruro-Paria-Caracollo. |
| Ruta 27                                                          | Oruro                                                            | Oruro                                                            | 150 km                                                           | Asfaltada                                                        | Corque-Choquecota-Turco-Curahuara de Carangas                                                                             |
| Ruta 30                                                          | Oruro                                                            | Potosí                                                           | 204 km                                                           | Asfaltada                                                        | Challapata-Santiago de Huari-Quillacas                                                                                    |
| Ruta 31                                                          | Oruro                                                            | Oruro                                                            | 169 km                                                           | Asfaltada                                                        | Oruro-Caracollo-Huayllamarca-Totora-Curahuara de Carangas                                                                 |
| Ruta 32                                                          | Oruro                                                            | Potosí                                                           | 65 km                                                            | Asfaltada                                                        | Santiago de Huari-Challapata                                                                                              |
| Ruta 44                                                          | Oruro                                                            | La Paz                                                           | 42 km                                                            | Asfaltada                                                        | Caracollo |

El año 1982, fue inaugurado la Terminal Departamental de Oruro "Hernando Siles Reyes", en homenaje al ex Presidente de Bolivia (1926-1930). Durante más de 35 años (1982-2017), de esta terminal salieron los buses con dirección a las ciudades de La Paz, Potosí, Cochabamba, Sucre y Tarija. El año 2007, comenzó a construirse otra nueva terminal departamental, la cual fue inaugurada el 9 de febrero de 2017 y la cual funciona hasta la actualidad.
Los buses ofrecen también un servicio internacional hacia las ciudades de Arica e Iquique en Chile. En la actualidad, el Departamento de Oruro cuenta con la mayoría de sus carreteras completamente asfaltadas a todos estos tramos, exceptuando la parte correspondiente a Cucho Ingenio (Potosí) – Tarija, la que, sin embargo, se encuentra en pleno trabajo de asfaltado.

### Transporte aéreo

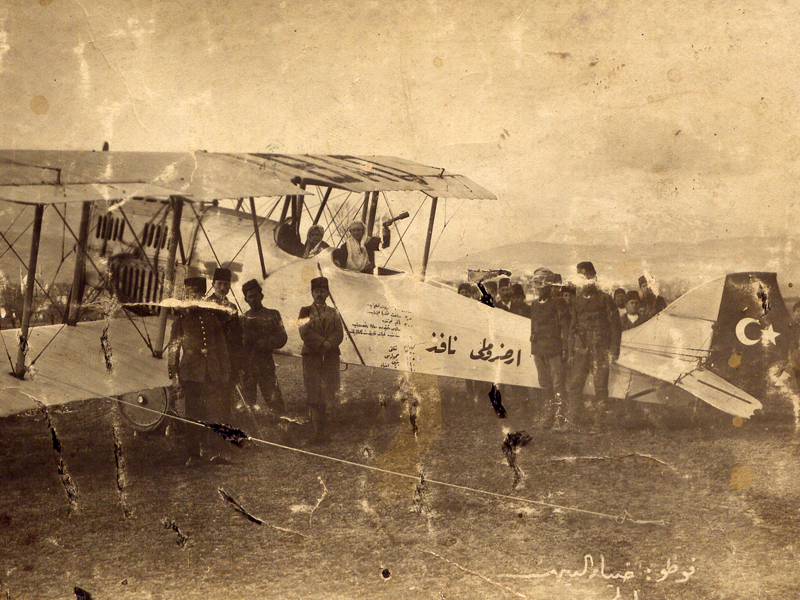
El avión llegó por primera vez a la ciudad de Oruro un 21 de noviembre del año 1921, inaugurando de esa manera la aeronáutica en el departamento.

Desde su invento en Estados Unidos el año 1903, al igual que los trenes, los aviones contribuyeron también a la modernidad de muchas ciudades del mundo. El avión llegó por primera vez al Departamento de Oruro un 19 de noviembre de 1921 de la mano del piloto orureño Juan Mendoza.
Realizando grandes esfuerzos, Juan Mendoza voló por primera vez un avión en la ciudad de Oruro el año 1921, inaugurando de esa manera la era de los aviones en el departamento. La aeronave en el que voló Mendoza fue un avión FIAT (de fabricación italiana).

#### Aeropuerto
En la actualidad, el principal aeropuerto del departamento es Aeropuerto Internacional Juan Mendoza está habilitado para vuelos a diferentes ciudades del país, como Cochabamba, La Paz y Santa Cruz de la Sierra.

## Turismo
Situado en el altiplano central de Bolivia, la naturaleza, a pesar de la aridez de la región, provee al departamento de abundantes recursos. En este yacen ricos yacimientos de minerales y otras riquezas naturales como las fuentes termales de Capachos (7 km), Obrajes (20 km) y Pazña (7 km). En el departamento existen también volcanes activos y ecosistemas lacustres como el lago Poopó con presencia abundante de flamencos y otro tipo de avifauna acuática, además de desiertos. Existen también grandes salares, siendo el más importante es el salar de Coipasa. Otro interesante fenómeno natural, ubicado a 20 km de la población de Turco, es Pumiri, con impresionantes y enormes formaciones pétreas en un área de 5 km. También en este lugar podemos encontrar al pico más alto de Bolivia que es el Nevado Sajama el cual tiene un parque nacional de reserva natural.
Faro de Conchupata. La actual bandera de Bolivia fue izada por primera vez en el Faro de Conchupata, el 7 de noviembre de 1851 en la ciudad de Oruro. El año 1851 el entonces presidente Manuel Isidoro Belzu viajaba a caballo desde la ciudad de La Paz hacia Oruro para asistir a un congreso extraordinario para analizar el concordato con la Santa Sede. Cerca de la Comunidad de Pasto Grande, Belzu quedó embelesado al contemplar un bello arco iris que resplandecía en la tierra de los Urus y propuso que la nueva bandera del país debía contener los colores de la sabiduría infinita de la cosmovisión.[cita requerida]
En 1849, Belzu declaró monumento al Conchupata mediante un decreto, donde se debía establecer una pirámide cuadrangular y en uno de los frentes se pondría la leyenda: "Triunfó el pueblo de sus fechas expresadas". Pero no solo en Oruro se debería erigir ese monumento, sino también en El Alto, Potosí y Cochabamba. Fue solo en la ciudad del Pagador, que ese monumento duró hasta estos días, ya que en las otras ciudades tuvo vigencia únicamente durante su gobierno. A diferencia de lo que aconteció en los otros sitios, en la colina del Conchupata se colocó un mástil. Fueron mujeres orureñas cuyos nombres nunca fueron registrados para la historia, quienes confeccionaron la enseña.

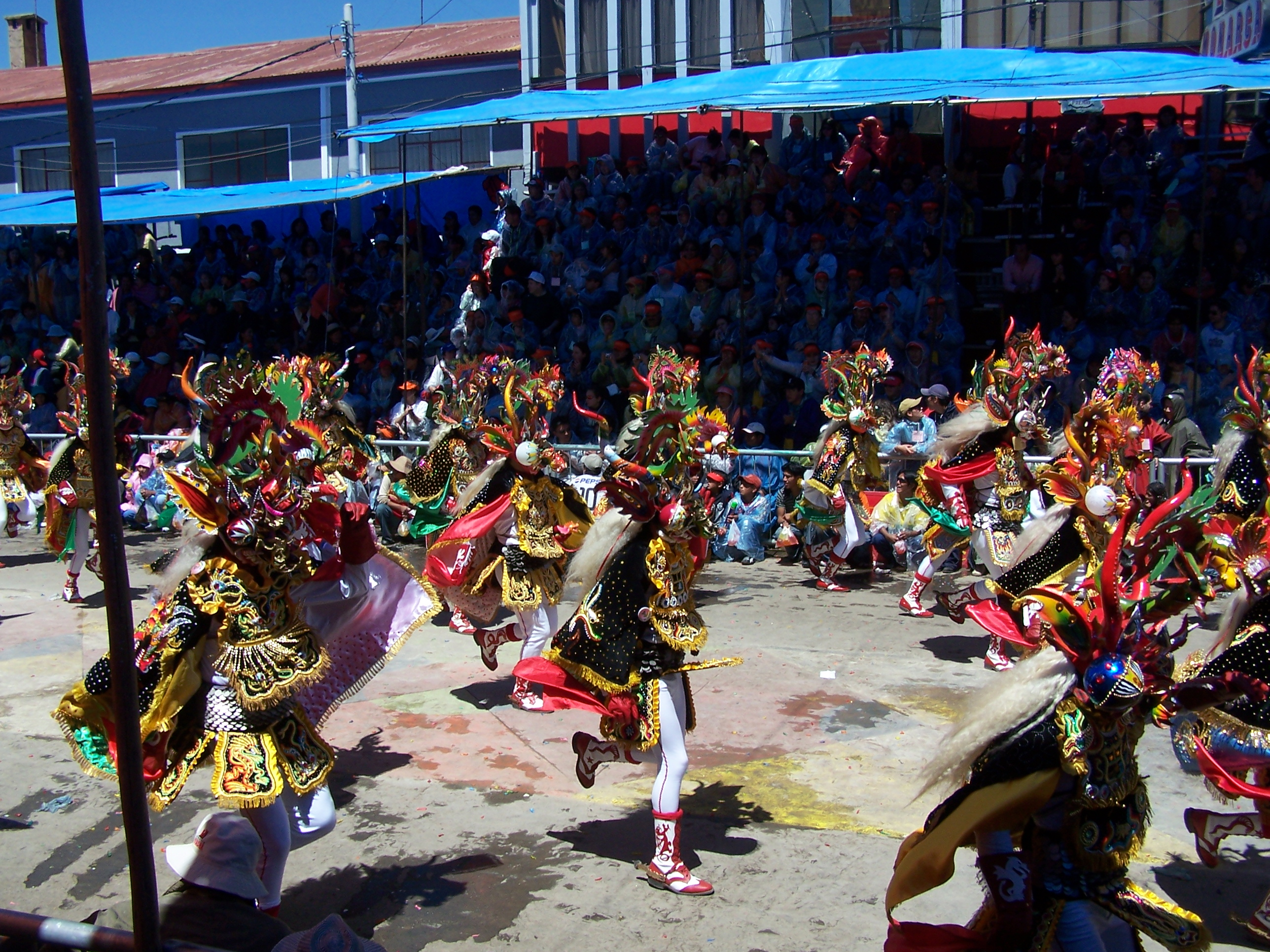
Representación de la Diablada en el Carnaval de Oruro de 2007.

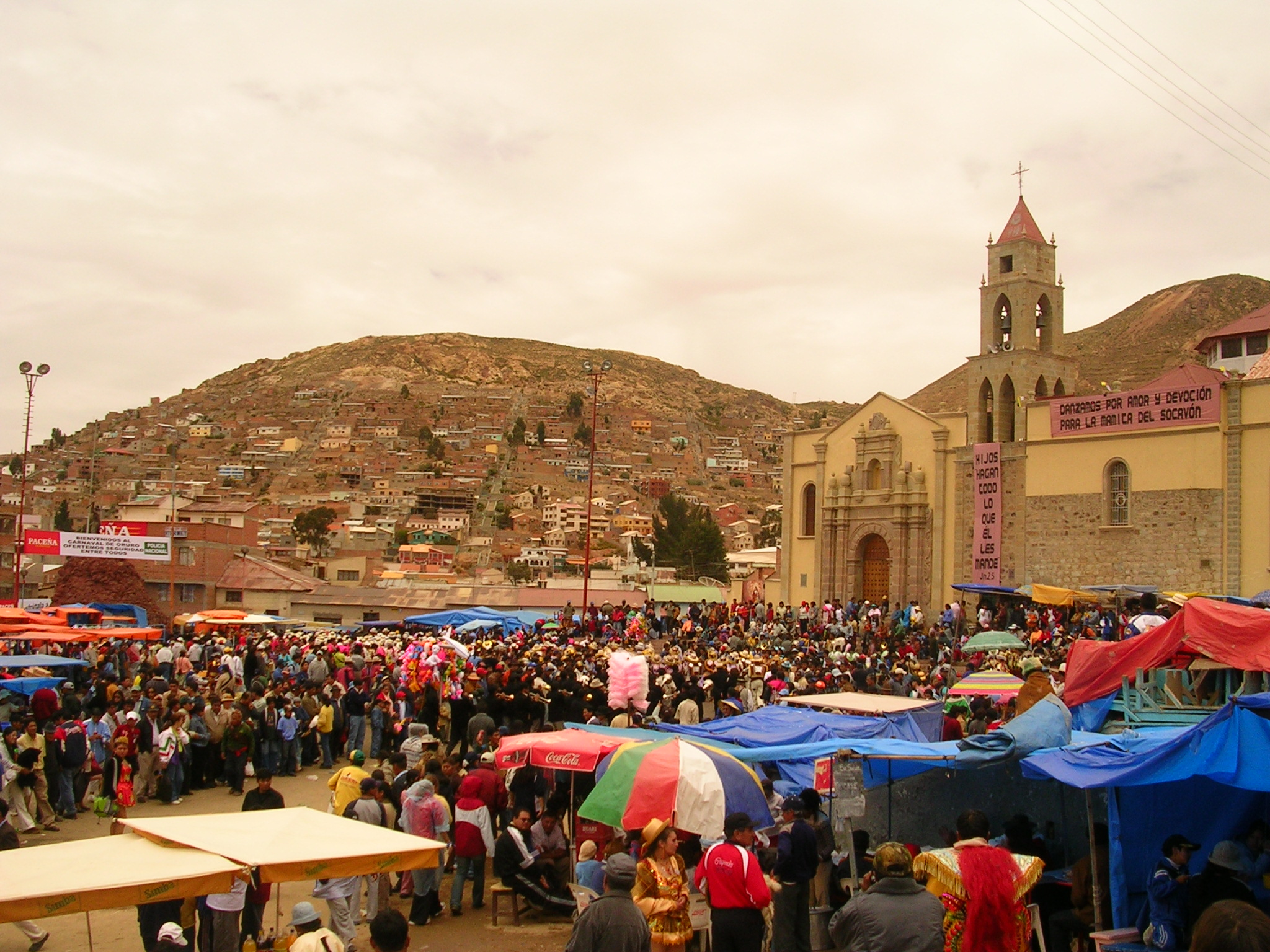
Santuario de la Virgen del Socavón en los Carnavales de 2007.

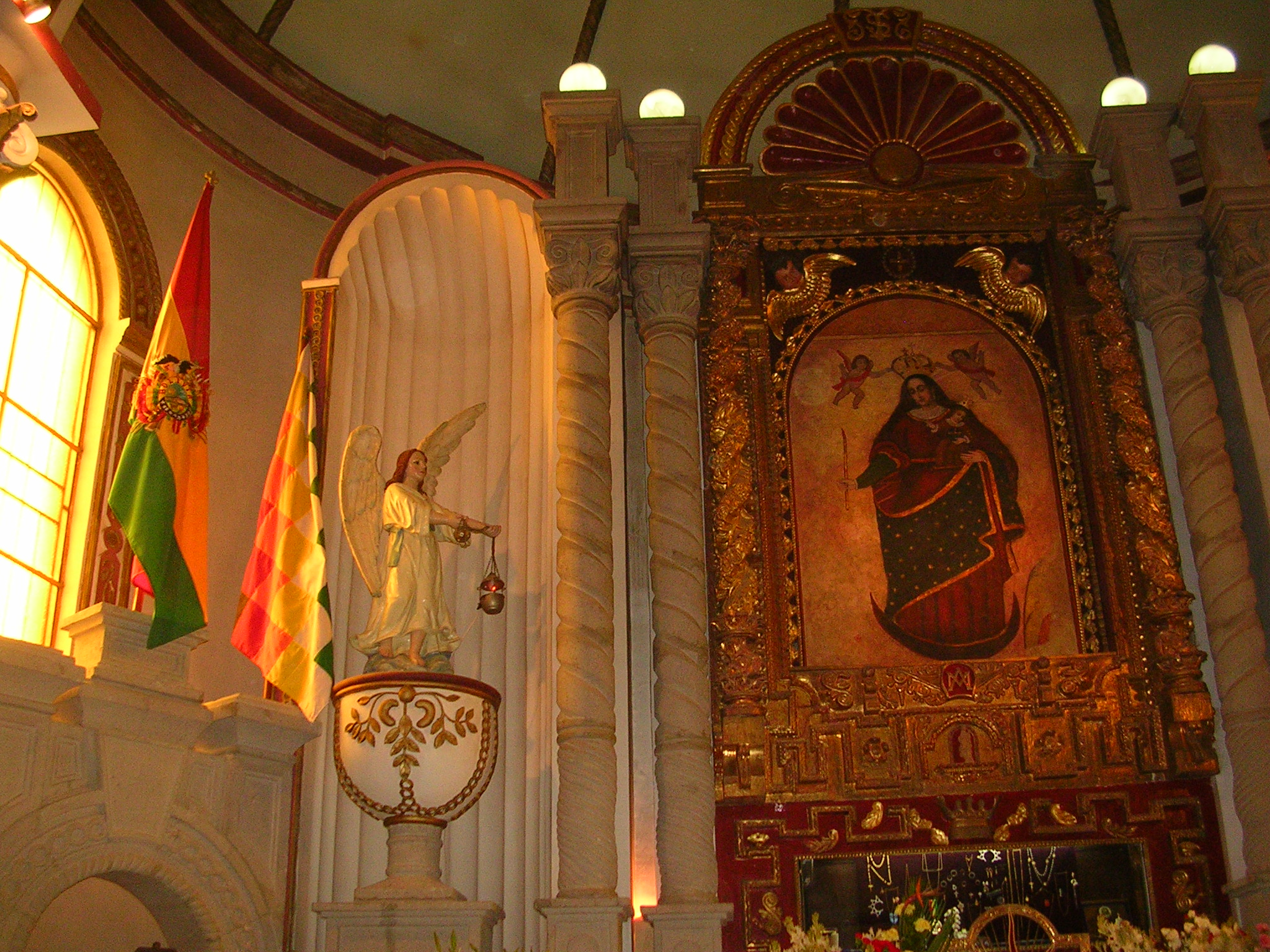
Interior del santuario de la Virgen del Socavón.

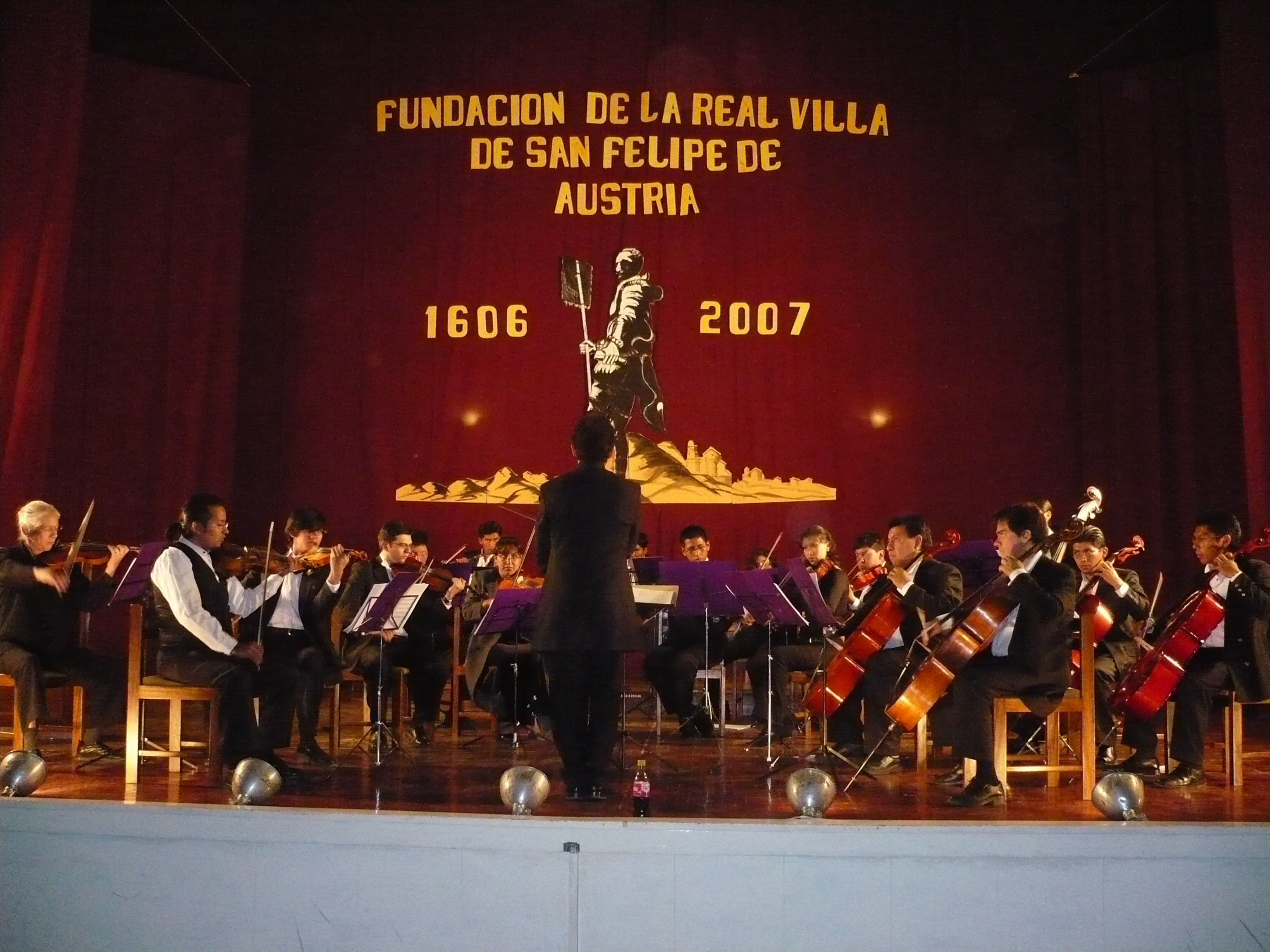
La Orquesta Sinfónica de Oruro, en la Casa Municipal de Cultura de Oruro - Bolivia.

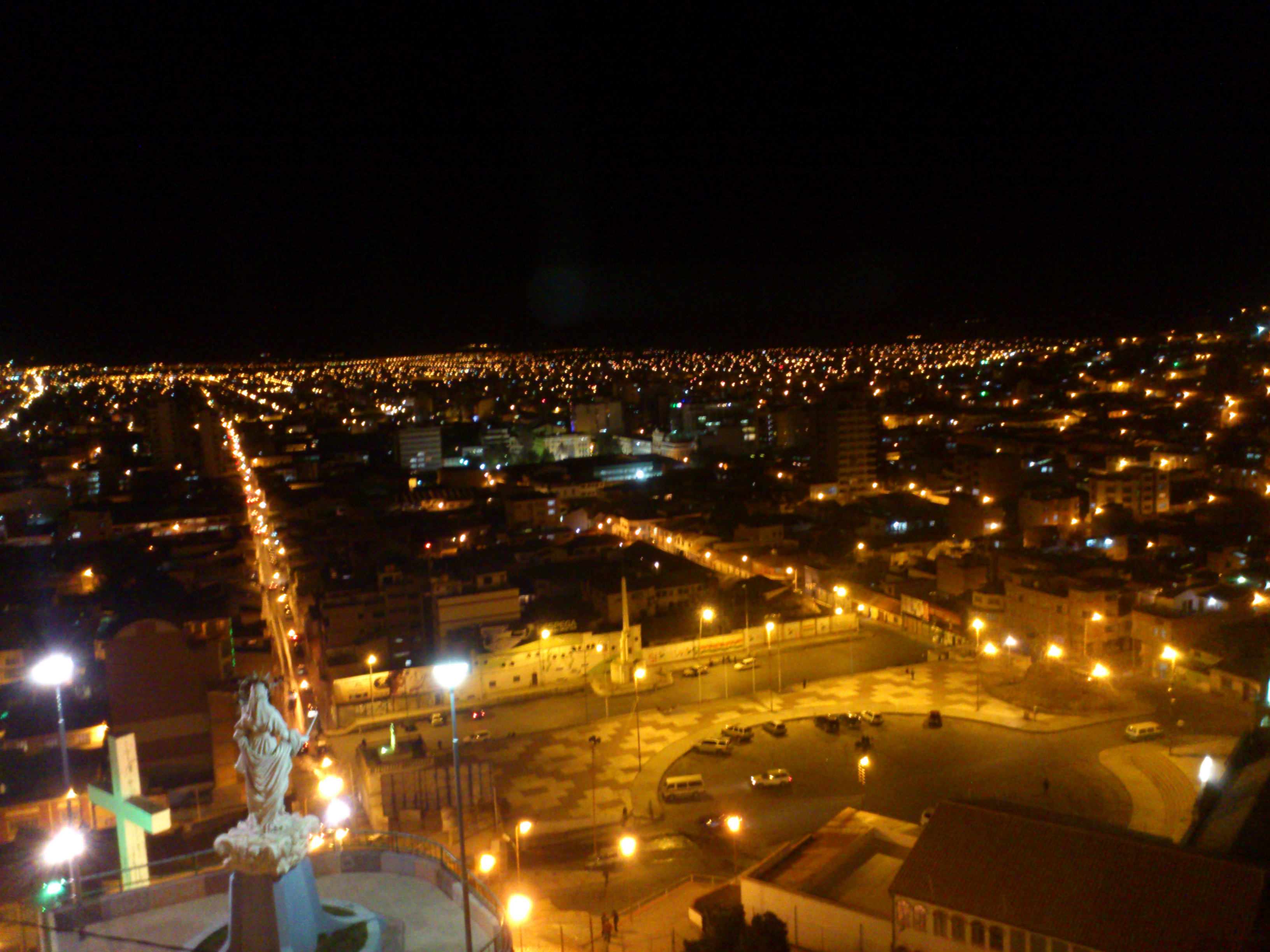
Vista nocturna del centro de Oruro.

Arenales de San Pedro. A tan solo 2 kilómetros de la ciudad de Oruro, se encuentran los arenales de San Pedro. Esta es un área desierta de lomas de arena naturales. Aquí puede verse quirchinchos, el animal emblema de Oruro. Desdichadamente, es un animal en grave riesgo de extinción, pues se les mata para fabricar charangos.
Mina de San José. Esta es una mina ubicada 5 kilómetros al noreste de la ciudad. Se puede llegar en micro (buses locales) o en un taxi. Esta mina ha producido plata, plomo y estaño desde hace más de 200 años.
Balneario de Obrajes. A 20 kilómetros al este de la ciudad de Oruro se encuentra una importante área de aguas termales. Los nativos creen que sus aguas tienen cualidades curativas y terapéuticas; el sitio cuenta con balneario, restaurante, estacionamiento y alojamiento.
Balneario Capachos. A 12 kilómetros de Oruro, también hay aguas termales, con baños individuales y piscinas cubiertas. El sitio guarda cierto parecido con el balneario de Obrajes, previamente descrito.
Cala Cala. A 20 kilómetros de la ciudad de Oruro, este es un sitio arqueológico donde puede encontrarse pinturas rupestres. También hay una pequeña iglesia llamada Templo del Señor de Lagunas.
Lago Uru Uru. También llamado el Lago del Milagro, se encuentra a 8 kilómetros al sur de la ciudad. Este lago se formó cuando el Río Desaguadero inundó la zona y se encuentra cerca del pueblo de Machacamarca. Es de aproximadamente 20 kilómetros de largo y 16 kilómetros de ancho y actualmente solo tiene una profundidad de 1 metro. Es un lugar adecuado para quienes disfrutan de observar aves ya que se pueden ver halcones, flamencos y otros.
Lago Poopó. Este lago es el segundo en tamaño de Bolivia y también el segundo en tamaño de Sudamérica. Se encuentra a 65 kilómetros de la ciudad de Oruro. Se encuentra la "Isla Panza", donde viven los habitantes originarios, los Urus. Es de aproximadamente 85 kilómetros de largo y 25 de ancho, con 2 metros de profundidad, aunque la profundidad varía según el sector. En este momento el lago se está evaporando y es posible que finalmente se convierta en otro salar.
Paria. Este es el primer pueblo fundado por los españoles en 1535. Tiene una iglesia construida en estilo barroco.
Pueblo Chipaya. Este pequeño pueblo está a 184 kilómetros al oeste de la ciudad de Oruro. Los chipaya han vivido en esta área durante miles de años, incluso antes de los aymaras y los inkas. Su idioma (puquina) es único en el mundo y jamás ha sido descifrada. Se cree que el idioma Uru es un dialecto del idioma de los Chipaya. También construyen unas casitas muy peculiares que son redondas con techo en forma de cono.
Salar de Coipasa. Se encuentra a 225 kilómetros al sur de Oruro de ida al Salar de Uyuni. Lo inusual de este salar es que tiene un lago en el centro que aparentemente es lo último que queda del lago que cubría el lugar. Está rodeado por montañas y jardines de cactus y su lago es conocido como el “espejo del cielo”, ya que se consideró como una localización para filmar la exitosa película "Star Wars VIII: Los Últimos Jedi", de la saga "Star Wars".
Parque nacional Sajama. Este parque está a 311 kilómetros de la ciudad de Oruro y algunas veces es incluido en tours del departamento de Oruro. En esta importante reserva natural se puede ver el nevado Sajama, aguas termales, géiseres, algunas iglesias coloniales, y una gran variedad de fauna silvestre. Dentro de este parque se encuentran las líneas de Sajama, cuyo origen aún es debatido.

### Carnaval
El carnaval de Oruro todavía guarda un cierto sentido religioso híbrido, que junta dos orígenes: Por un lado, la originaria andina y, por otro, la católica, traída por los españoles durante la época de colonización. La fiesta de carnavales es, sobre todo, un homenaje a la Virgen María. Los feligreses vestidos con trajes fastuosos, portando máscaras adornadas con víboras, lagartos y sapos (animales que el dios Huari Dios Sol envió para la destrucción de los Urus), despliegan un espectáculo de la lucha eterna y universal del bien contra el mal, forjando escenas de fe providencial y teatro popular.

## Personas destacadas
- Juan Mendoza y Nernuldez, piloto de aviación, el aeropuerto de la ciudad lleva su nombre.